# Stimmlose velare Affrikate
Unter einer stimmlosen velaren Affrikate versteht man die Abfolge eines Plosivs (Verschlusslauts) und eines darauf folgenden Frikativs (Reibelauts). Beide pulmonischen Laute sind dabei stimmlos und werden am Gaumensegel (lateinisch Velum) gebildet.
Die phonetische Transkription in das Internationale Phonetische Alphabet (IPA) ist [k͡x].

## Beispiele
Die stimmlose velare Affrikate taucht beispielsweise in einigen Sprachvarietäten des Schweizerdeutschen auf. Hier wird der velare Frikativ [x] durch die zweite germanische Lautverschiebung an den velaren Plosiv [k] affrikatisch angefügt. So wird beispielsweise das Wort komm [kʰɔm] zu [k͡xɔm], und Stock [ʃtɔk] zu [ʃtok͡x].